# Pseudobyssosphaeria
Pseudobyssosphaeria is een monotypisch geslacht van schimmels behorend tot de familie Melanommataceae. Het bevat alleen Pseudobyssosphaeria bambusae.